# ماثيو نولز
ماثيو نولز (بالإنجليزية: Mathew Knowles)‏ هو مدير تنفيذي موسيقي ‏ ومدير مواهب ومنتج أسطوانات وشخصية أعمال وملحن أمريكي، ولد في 9 يناير 1951 في غادسدن في الولايات المتحدة.

## وصلات خارجية
- الموقع الرسمي
- ماثيو نولز على موقع ميوزك برينز (الإنجليزية)
- ماثيو نولز على موقع أول ميوزيك (الإنجليزية)
- ماثيو نولز على موقع ديسكوغز (الإنجليزية)